# Anoplosaurus
Anoplosaurus ("obeväpnad ödla") var ett släkte av nodosaurider från yngre Albian under äldre krita i Cambridge Greensand i Cambridgeshire, England. De har klassificerats som en bepansrad dinosaurie samt som en ornithopod, men den nuvarande meningen är att den tillhör de bepansrade dinosaurierna.

## Historia
Typarten är A. curtonotus. Harry Govier Seeley döpte detta släkte år 1879, och det bestod då av ett huvudlöst skelett bestående av fragment av underkäken, åtskilliga kotor från halsen, ryggen och korsbenet, delar av skuldergördeln, fragment av överarmsbenet, delar av vänster lår, vänster skenben, fotben, revben och andra fragment. Han ansåg att den möjligtvis kunde vara ett ungdjur på grund av dess ringa storlek. Andra forskare började se den som en bepansrad dinosaurie, det vill säga fram till år 1923 då Franz Nopcsa föreslog att vissa av resterna tillhörde en camptosaurie, och andra kvarlevor , som han flyttade från släktet, tillhörde Acanthopholis. Man följde detta förslag (med vissa mindre ändringar eftersom iguanodonternas taxonomi ändrade under årens lopp), fram till dess att Suberbiola och Barrett undersökte materialet på nytt år 1999. De skrev att allt material tillhörde en primitiv nodosaurid nära släkt med Silvisaurus och Texasetes. Avsaknaden av pansar förklarade de med att djuret måste ha varit väldigt ungt vid dödstillfället och därmed ännu inte hunnit utveckla sitt pansar. Sedan dess har recensioner följt denna tolkning av släktet som en bepansrad dinosaurie.
En andra art, A. major, döptes av Seeley år 1879 baserat på halskotor och tre fragmentariska svanskotor som han flyttade från Acanthopholis stereocercus. De kom från samma formation som typarten. Denna art tros idag vara en så kallad chimaira, eftersom halskotorna såg ut att komma från en ankylosaurie, medan ryggkotorna ser ut att komma från en obestämd iguanodont. en tredje art, A. macrocercus, beskrevs av Seeley 1879. Kuhn gjorde om beskrivningen år 1964. Denna art kan vara en synonym med Syngonosaurus. Vissa anser att hela anoplosaurie-släktet är nomina dubia.

## Palaeobiologi
Som en nodosaurid torde Anoplosaurus ha varit en fyrbent växtätare med en kropp som hölls nära marken. Den var klädd av benplattor för skydd emot rovdjur. Dessa plattor, som antagligen täcktes av ett lager hornämnen, låg inbäddade i huden.